# Felix Jaehn/Diskografie
Diese Diskografie ist eine Übersicht über die musikalischen Werke der deutschen, musikproduzierenden und als DJ bekannten, nichtbinären Person Felix Jaehn. Den Schallplattenauszeichnungen zufolge hat Jaehn bisher mehr als 21,3 Millionen Tonträger verkauft. Alleine in Jaehns Heimat wurden über 6,4 Millionen Tonträger vertrieben, womit Jaehn zu den Musikern mit den meisten Tonträgerverkäufen des Landes zählt. Jaehns erfolgreichste Veröffentlichung ist die zweite Singleveröffentlichung Cheerleader (Felix Jaehn Remix), die sich über 10,4 Millionen Mal verkaufte. In Jaehns Heimat avancierten mit Cheerleader (Felix Jaehn Remix) und Ain’t Nobody (Loves Me Better) zwei Singles zu Millionensellern, damit zählen sie zu den meistverkauften Singles in Deutschland. Jaehn war erst nach Roy Black und Bernd Clüver die dritte deutsche Person, die zwei Millionenseller in ihrer Heimat landete.

## Alben

### Studioalben
| Jahr | Titel Musiklabel             | Höchstplatzierung, Gesamtwochen, AuszeichnungChartplatzierungen (Jahr, Titel, Musiklabel, Platzierungen, Wochen, Auszeichnungen, Anmerkungen) | Höchstplatzierung, Gesamtwochen, AuszeichnungChartplatzierungen (Jahr, Titel, Musiklabel, Platzierungen, Wochen, Auszeichnungen, Anmerkungen) | Höchstplatzierung, Gesamtwochen, AuszeichnungChartplatzierungen (Jahr, Titel, Musiklabel, Platzierungen, Wochen, Auszeichnungen, Anmerkungen) | Höchstplatzierung, Gesamtwochen, AuszeichnungChartplatzierungen (Jahr, Titel, Musiklabel, Platzierungen, Wochen, Auszeichnungen, Anmerkungen) | Höchstplatzierung, Gesamtwochen, AuszeichnungChartplatzierungen (Jahr, Titel, Musiklabel, Platzierungen, Wochen, Auszeichnungen, Anmerkungen) | Höchstplatzierung, Gesamtwochen, AuszeichnungChartplatzierungen (Jahr, Titel, Musiklabel, Platzierungen, Wochen, Auszeichnungen, Anmerkungen) | Anmerkungen                                                |
| Jahr | Titel Musiklabel             | DE | AT | CH | UK | US | Dance | Anmerkungen                                                |
| ---- | ---------------------------- | --- | --- | --- | --- | --- | --- | ---------------------------------------------------------- |
| 2018 | I L’Agentur (UMG)            | DE5 (15 Wo.)DE | AT26 Gold · (1 Wo.)AT | CH26 (2 Wo.)CH | UK— SilberUK | — | — | Erstveröffentlichung: 16. Februar 2018 Verkäufe: + 207.500 |
| 2021 | Breathe Virgin Records (UMG) | DE23 (1 Wo.)DE | — | — | — | — | — | Erstveröffentlichung: 1. Oktober 2021 Verkäufe: + 10.000   |

### Remixalben
| Jahr | Titel Musiklabel          | Anmerkungen                                                        |
| ---- | ------------------------- | ------------------------------------------------------------------ |
| 2018 | I Remixed L’Agentur (UMG) | Erstveröffentlichung: 22. Juni 2018 Verkäufe werden I hinzuaddiert |

### EPs
| Jahr | Titel Musiklabel                                                         | Anmerkungen                           |
| ---- | ------------------------------------------------------------------------ | ------------------------------------- |
| 2016 | Felix Jaehn Casablanca Records • Republic Records • Virgin Records (UMG) | Erstveröffentlichung: 15. Januar 2016 |
| 2023 | Happy Rave Virgin Records (UMG)                                          | Erstveröffentlichung: 18. August 2023 |

## Singles

### Als Leadmusiker
| Jahr | Titel Album                                    | Höchstplatzierung, Gesamtwochen, AuszeichnungChartplatzierungen (Jahr, Titel, Album, Platzierungen, Wochen, Auszeichnungen, Anmerkungen) | Höchstplatzierung, Gesamtwochen, AuszeichnungChartplatzierungen (Jahr, Titel, Album, Platzierungen, Wochen, Auszeichnungen, Anmerkungen) | Höchstplatzierung, Gesamtwochen, AuszeichnungChartplatzierungen (Jahr, Titel, Album, Platzierungen, Wochen, Auszeichnungen, Anmerkungen) | Höchstplatzierung, Gesamtwochen, AuszeichnungChartplatzierungen (Jahr, Titel, Album, Platzierungen, Wochen, Auszeichnungen, Anmerkungen) | Höchstplatzierung, Gesamtwochen, AuszeichnungChartplatzierungen (Jahr, Titel, Album, Platzierungen, Wochen, Auszeichnungen, Anmerkungen) | Höchstplatzierung, Gesamtwochen, AuszeichnungChartplatzierungen (Jahr, Titel, Album, Platzierungen, Wochen, Auszeichnungen, Anmerkungen) | Anmerkungen                                                                                           |
| Jahr | Titel Album                                    | DE | AT | CH | UK | US | Dance | Anmerkungen                                                                                           |
| --- | ---------------------------------------------- | --- | --- | --- | --- | --- | --- | --- |
| 2013 | Sommer am Meer –                               | — | — | — | — | — | — | Erstveröffentlichung: 6. August 2013                                                                  |
| 2014 | Eagle Eyes I                                   | — | — | — | — | — | — | Erstveröffentlichung: 3. November 2014 feat. Lost Frequencies & Linying                               |
| 2014 | Shine –                                        | — | — | — | — | — | — | Erstveröffentlichung: 28. November 2014 feat. Freddy Verano & Linying                                 |
| 2014 | Dance with Me (Sebastien Remix) –              | — | — | — | — | — | — | Erstveröffentlichung: 12. Dezember 2014 feat. Thallie Ann Seenyen                                     |
| 2015 | Ain’t Nobody (Loves Me Better) I • Felix Jaehn | DE1 Diamant · (56 Wo.)DE | AT1 ×2Doppelplatin · (39 Wo.)AT | CH5 Platin · (46 Wo.)CH | UK2 Platin · (26 Wo.)UK | US— GoldUS | Dance10 (26 Wo.)Dance | Erstveröffentlichung: 3. April 2015 Verkäufe: + 3.655.000; feat. Jasmine Thompson                     |
| 2015 | Cut the Cord –                                 | — | — | — | — | — | — | Erstveröffentlichung: 20. Mai 2015 vs. Hitimpulse                                                     |
| 2015 | Book of Love I • Felix Jaehn                   | DE7 Gold · (25 Wo.)DE | AT15 (18 Wo.)AT | CH61 (4 Wo.)CH | — | — | Dance34 (4 Wo.)Dance | Erstveröffentlichung: 11. September 2015 Verkäufe: + 200.000; feat. Polina                            |
| 2015 | Stimme I                                       | DE1 Platin · (31 Wo.)DE | AT10 (24 Wo.)AT | CH26 (16 Wo.)CH | — | — | — | Erstveröffentlichung: 27. November 2015 Verkäufe: + 400.000; mit Mark Forster als Eff                 |
| 2016 | Can’t Go Home –                                | — | — | — | — | — | Dance35 (1 Wo.)Dance | Erstveröffentlichung: 25. März 2016 mit Steve Aoki feat. Adam Lambert                                 |
| 2016 | Jeder für Jeden I                              | DE27 (8 Wo.)DE | — | — | — | — | — | Erstveröffentlichung: 22. April 2016 mit Herbert Grönemeyer                                           |
| 2016 | Bonfire I                                      | DE3 ×3Dreifachgold · (29 Wo.)DE | AT9 Platin · (23 Wo.)AT | CH39 (19 Wo.)CH | — | — | Dance43 (1 Wo.)Dance | Erstveröffentlichung: 15. Juli 2016 Verkäufe: + 630.000; feat. Alma                                   |
| 2017 | Hot2Touch I                                    | DE12 Platin · (26 Wo.)DE | AT14 Platin · (23 Wo.)AT | CH49 (19 Wo.)CH | — | — | — | Erstveröffentlichung: 12. Mai 2017 Verkäufe: + 475.000; mit Hight & Alex Aiono                        |
| 2017 | Feel Good I                                    | DE72 Gold · (11 Wo.)DE | AT66 Gold · (4 Wo.)AT | — | — | — | — | Erstveröffentlichung: 4. August 2017 Verkäufe: + 255.000; mit Mike Williams                           |
| 2017 | Like a Riddle I                                | DE85 (1 Wo.)DE | AT68 (2 Wo.)AT | CH89 (1 Wo.)CH | — | — | — | Erstveröffentlichung: 6. Oktober 2017 feat. Hearts & Colors & Adam Trigger                            |
| 2018 | Cool I                                         | DE39 Gold · (18 Wo.)DE | AT27 Gold · (14 Wo.)AT | — | — | — | Dance34 (2 Wo.)Dance | Erstveröffentlichung: 9. Februar 2018 Verkäufe: + 215.000; feat. Marc E. Bassy & Gucci Mane           |
| 2018 | Keep Your Head Up I Remixed                    | — | — | — | — | — | — | Erstveröffentlichung: 22. Juni 2018 mit Damien N-Drix                                                 |
| 2018 | Masterpiece –                                  | — | — | — | — | — | — | Erstveröffentlichung: 17. August 2018 mit OMI                                                         |
| 2018 | So Close Breathe                               | DE45 Gold · (9 Wo.)DE | AT43 (7 Wo.)AT | — | UK— SilberUK | US— PlatinUS | Dance10 (26 Wo.)Dance | Erstveröffentlichung: 2. November 2018 Verkäufe: + 1.660.000 mit NOTD feat. Georgia Ku & Captain Cuts |
| 2019 | All the Lies Breathe                           | — | — | — | — | — | — | Erstveröffentlichung: 15. März 2019 Verkäufe: + 160.000; mit Alok & The Vamps                         |
| 2019 | Liita –                                        | — | — | — | — | — | — | Erstveröffentlichung: 26. April 2019 mit Breaking Beattz & Brother Leo                                |
| 2019 | Love on Myself –                               | DE58 (10 Wo.)DE | AT— GoldAT | — | — | — | — | Erstveröffentlichung: 28. Juni 2019 Verkäufe: + 15.000; feat. Calum Scott                             |
| 2019 | Never Alone –                                  | — | — | — | — | — | — | Erstveröffentlichung: 27. September 2019 mit Mesto feat. Vcation                                      |
| 2019 | Close Your Eyes Breathe                        | DE21 Platin · (34 Wo.)DE | AT24 ×2Doppelplatin · (23 Wo.)AT | — | — | — | — | Erstveröffentlichung: 22. November 2019 Verkäufe: + 580.000; mit Vize feat. Miss Li                   |
| 2020 | Thank You [Not So Bad] Breathe                 | DE71 Gold · (18 Wo.)DE | AT62 (7 Wo.)AT | — | — | — | — | Erstveröffentlichung: 7. Februar 2020 Verkäufe: + 365.000; feat. Leony & Vize; Original: Dido         |
| 2020 | Sicko –                                        | DE42 Gold · (14 Wo.)DE | AT— GoldAT | — | — | — | — | Erstveröffentlichung: 13. März 2020 Verkäufe: + 215.000; feat. Gashi & Faangs                         |
| 2020 | No Therapy Breathe                             | DE31 Gold · (23 Wo.)DE | AT64 Gold · (10 Wo.)AT | — | — | — | — | Erstveröffentlichung: 21. August 2020 Verkäufe: + 285.000; feat. Nea & Bryn Christopher               |
| 2020 | I Just Wanna –                                 | — | — | — | — | — | — | Erstveröffentlichung: 11. Dezember 2020 mit Cheat Codes feat. Bow Anderson                            |
| 2021 | Where the Lights Are Low –                     | DE33 Gold · (18 Wo.)DE | AT40 (14 Wo.)AT | — | — | — | — | Erstveröffentlichung: 22. Januar 2021 Verkäufe: + 225.000; mit Toby Romeo feat. Faulhaber             |
| 2021 | One More Time Breathe • IIII                   | DE37 Gold · (25 Wo.)DE | AT49 (18 Wo.)AT | CH68 (1 Wo.)CH | — | — | Dance43 (1 Wo.)Dance | Erstveröffentlichung: 26. Februar 2021 Verkäufe: + 200.000; mit Robin Schulz feat. Alida              |
| 2021 | Without You Breathe                            | DE— aDE | — | — | — | — | — | Erstveröffentlichung: 12. Mai 2021 mit Mike Williams feat. Jordan Shaw                                |
| 2021 | Heard About Me Breathe                         | DE— bDE | — | — | — | — | — | Erstveröffentlichung: 25. Juni 2021 feat. Dimitri Vegas & Like Mike & Nea                             |
| 2021 | I Got a Feeling Breathe                        | DE— cDE | AT— GoldAT | — | — | — | — | Erstveröffentlichung: 20. August 2021 Verkäufe: + 15.000; feat. Robin Schulz & Georgia Ku             |
| 2021 | Happy Breathe                                  | — | — | — | — | — | — | Erstveröffentlichung: 17. September 2021 mit Miksu/Macloud feat. Fourty & Leland                      |
| 2022 | Rain in Ibiza –                                | DE28 Gold · (19 Wo.)DE | AT— GoldAT | — | — | — | — | Erstveröffentlichung: 25. Februar 2022 Verkäufe: + 240.000 mit The Stickmen Project feat. Calum Scott |
| 2022 | Nuit Blanche –                                 | — | — | — | — | — | — | Erstveröffentlichung: 29. April 2022 mit Club Soda                                                    |
| 2022 | Do It Better –                                 | DE69 (15 Wo.)DE | AT— GoldAT | — | — | — | Dance34 (2 Wo.)Dance | Erstveröffentlichung: 27. Mai 2022 Verkäufe: + 55.000; feat. Zoe Wees                                 |
| 2022 | Winds May Change –                             | — | — | — | — | — | — | Erstveröffentlichung: 26. August 2022                                                                 |
| 2022 | Call It Love Happy Rave                        | DE18 Gold · (45 Wo.)DE | AT19 Platin · (38 Wo.)AT | CH17 (49 Wo.)CH | — | — | — | Erstveröffentlichung: 16. September 2022 Verkäufe: + 495.000; feat. Ray Dalton                        |
| 2022 | Wishlist Happy Rave                            | — | — | — | — | — | — | Erstveröffentlichung: 2. Dezember 2022                                                                |
| 2023 | Weekends Happy Rave                            | DE51 (21 Wo.)DE | — | — | — | — | — | Erstveröffentlichung: 3. Februar 2023 feat. Jonas Blue                                                |
| 2023 | Atme ein (Atme Rauch aus) Happy Rave           | — | — | — | — | — | — | Erstveröffentlichung: 14. April 2023 feat. Butschi & Fairy Mary                                       |
| 2023 | All for Love –                                 | — | — | — | — | — | — | Erstveröffentlichung: 26. Mai 2023 feat. Sandro Cavazza                                               |
| 2023 | Nonstop Happy Rave                             | — | — | — | — | — | — | Erstveröffentlichung: 28. Juli 2023 feat. Kiddo                                                       |
| 2023 | Past Life –                                    | — | — | — | — | — | — | Erstveröffentlichung: 22. September 2023 mit Jonas Blue                                               |
| 2023 | Still Fall –                                   | — | — | — | — | — | — | Erstveröffentlichung: 1. Dezember 2023                                                                |
| 2024 | Waking Up –                                    | DE96 (1 Wo.)DE | — | — | — | — | — | Erstveröffentlichung: 12. Januar 2024 mit Leony                                                       |
| 2024 | Monster –                                      | — | — | — | — | — | — | Erstveröffentlichung: 29. März 2024 mit Don Diablo                                                    |
| 2024 | Without You –                                  | — | — | — | — | — | — | Erstveröffentlichung: 10. Mai 2024 feat. Jasmine Thompson                                             |
| 2024 | Ready for Your Love –                          | DE— dDE | — | — | — | — | — | Erstveröffentlichung: 5. Juli 2024 Verkäufe: + 25.000; feat. Sophie Ellis-Bextor                      |
| 2024 | Dream Come True –                              | — | — | — | — | — | — | Erstveröffentlichung: 6. September 2024 feat. Bbyclose                                                |
| 2024 | Walk with Me –                                 | — | — | — | — | — | — | Erstveröffentlichung: 29. November 2024 Verkäufe: + 62.500; mit Shouse                                |
| 2025 | It’s Not Right But It’s Okay –                 | — | — | — | — | — | — | Erstveröffentlichung: 14. März 2025 mit Whitney Houston                                               |
| 2025 | Pride –                                        | — | — | — | — | — | — | Erstveröffentlichung: 30. Mai 2025 mit JHart                                                          |
| Folgende Lieder erschienen nicht als Single, wurden aber durch das Album zum Download und Streaming bereitgestellt und konnten somit eine Platzierung erlangen: |                                                | | | | | | | |
| |                                                | | | | | | | |
| 2018 | Jennie I                                       | DE40 Gold · (26 Wo.)DE | AT35 Platin · (22 Wo.)AT | CH86 (3 Wo.)CH | — | — | — | Charteinstieg: 22. Juni 2018 Verkäufe: + 230.000; feat. Bori & R. City                                |

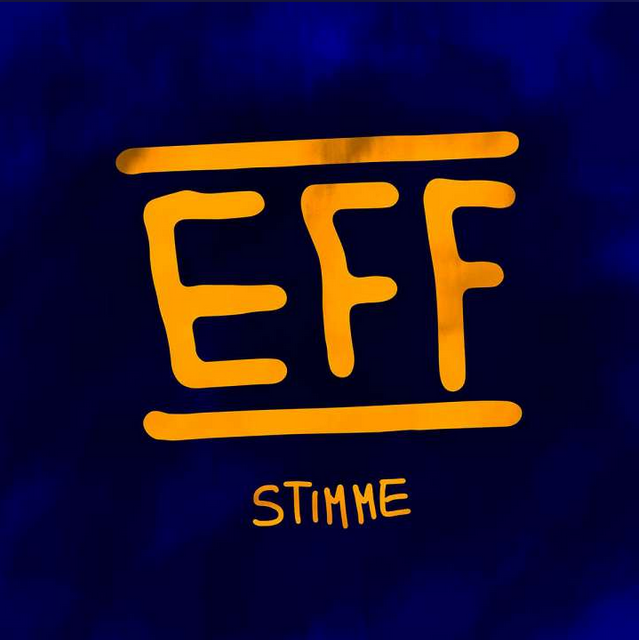
Frontcover zu Stimme
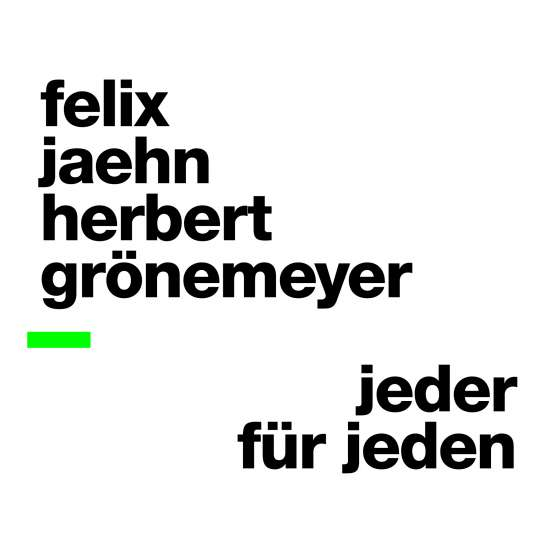
Frontcover zu Jeder für Jeden
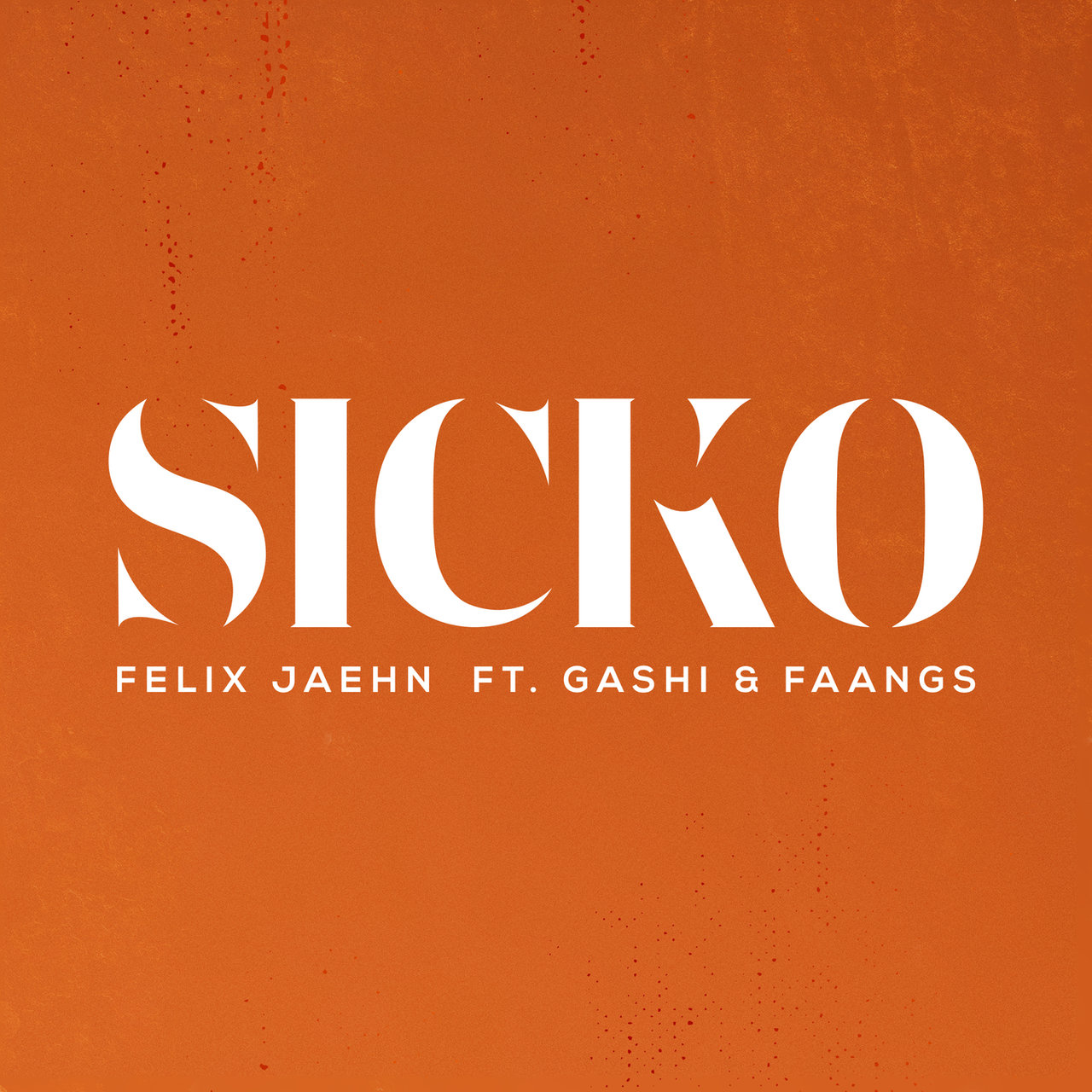
Frontcover zu Sicko
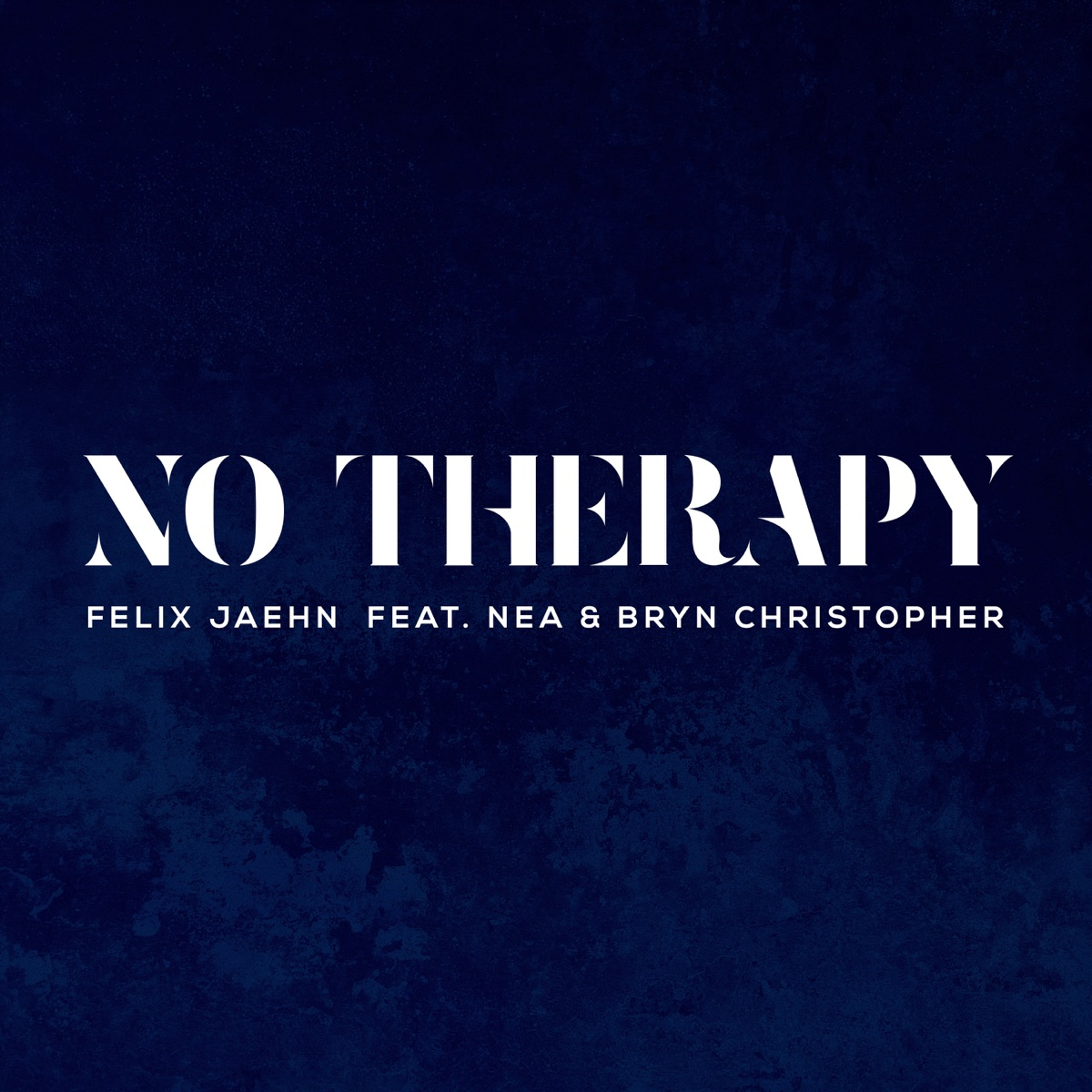
Frontcover zu No Therapy

### Als Gastmusiker
| Jahr | Titel Album                                               | Höchstplatzierung, Gesamtwochen, AuszeichnungChartplatzierungen (Jahr, Titel, Album, Platzierungen, Wochen, Auszeichnungen, Anmerkungen) | Höchstplatzierung, Gesamtwochen, AuszeichnungChartplatzierungen (Jahr, Titel, Album, Platzierungen, Wochen, Auszeichnungen, Anmerkungen) | Höchstplatzierung, Gesamtwochen, AuszeichnungChartplatzierungen (Jahr, Titel, Album, Platzierungen, Wochen, Auszeichnungen, Anmerkungen) | Höchstplatzierung, Gesamtwochen, AuszeichnungChartplatzierungen (Jahr, Titel, Album, Platzierungen, Wochen, Auszeichnungen, Anmerkungen) | Höchstplatzierung, Gesamtwochen, AuszeichnungChartplatzierungen (Jahr, Titel, Album, Platzierungen, Wochen, Auszeichnungen, Anmerkungen) | Höchstplatzierung, Gesamtwochen, AuszeichnungChartplatzierungen (Jahr, Titel, Album, Platzierungen, Wochen, Auszeichnungen, Anmerkungen) | Anmerkungen |
| Jahr | Titel Album                                               | DE | AT | CH | UK | US | Dance | Anmerkungen |
| ---- | --------------------------------------------------------- | --- | --- | --- | --- | --- | --- | --- |
| 2014 | Cheerleader (Felix Jaehn Remix) Me 4 U • I                | DE1 ×4Vierfachplatin · (57 Wo.)DE | AT1 Platin · (48 Wo.)AT | CH1 (54 Wo.)CH | UK1 ×5Fünffachplatin · (64 Wo.)UK | US1 ×3Dreifachplatin · (35 Wo.)US | — | Erstveröffentlichung: 19. Mai 2014 Verkäufe: + 10.440.000; Interpretation: Omi                                                              |
| 2016 | Your Soul (Holding On) –                                  | DE96 (1 Wo.)DE | AT70 (1 Wo.)AT | CH93 (2 Wo.)CH | — | — | — | Erstveröffentlichung: 16. Dezember 2016 Rhodes vs. Felix Jaehn                                                                              |
| 2021 | Easy X Easy X EP                                          | DE88 (1 Wo.)DE | — | — | — | — | — | Erstveröffentlichung: 26. November 2021 Cro feat. Felix Jaehn                                                                               |
| 2023 | Ich hab den schönsten Arsch der Welt Ein Herz für Bitches | DE7 (1 Wo.)DE | — | — | — | — | — | Erstveröffentlichung: 14. Juli 2023 Katja Krasavice feat. Felix Jaehn; Original: Alex C. feat. Y-ass – Du hast den schönsten Arsch der Welt |
| 2025 | By Your Side (In My Mind) (Part II) –                     | DE— eDE | — | — | — | — | — | Erstveröffentlichung: 31. Januar 2025 Leony feat. G-Eazy & Felix Jaehn; Original: Feenixpawl & Ivan Gough feat. Georgi Kay – In My Mind     |

## Musikvideos
| Jahr | Titel                                | Regie                                              |
| ---- | ------------------------------------ | -------------------------------------------------- |
| 2014 | Cheerleader (Felix Jaehn Remix)      | Lenny Bass                                         |
| 2014 | Shine                                | Daniel Breuer                                      |
| 2015 | Ain’t Nobody (Loves Me Better)       | CC Steinmetz                                       |
| 2015 | Cut the Cord                         | Niklas Duncker                                     |
| 2015 | Book of Love                         | Niklas Duncker (Version 1) Robin Polák (Version 2) |
| 2015 | Stimme                               | Marc Helfers                                       |
| 2016 | Can’t Go Home                        | Romain F. Dubois, Ménad Kesraoui                   |
| 2016 | Jeder für Jeden                      | Olaf Heine                                         |
| 2016 | Bonfire                              | Kitty Bolhoefer                                    |
| 2017 | Hot2Touch                            | Carly Cussen                                       |
| 2017 | Feel Good                            | Niklas Duncker                                     |
| 2017 | Like a Riddle                        | Toyah Diebel, Niels Münter                         |
| 2018 | Cool                                 | Drew Kirsch                                        |
| 2018 | So Close                             | Miles&AJ                                           |
| 2019 | Love on Myself                       |                                                    |
| 2019 | Close Your Eyes                      |                                                    |
| 2020 | Sicko                                |                                                    |
| 2020 | No Therapy                           | Justin Izumi                                       |
| 2020 | I Just Wanna                         | Moritz Michl                                       |
| 2021 | One More Time                        | Robert Wunsch                                      |
| 2021 | I Got a Feeling                      | Adi Halfin                                         |
| 2021 | Happy                                | Viktor Schanz, Chris Vitorino                      |
| 2022 | Rain in Ibiza                        | Felix Van Groeningen                               |
| 2022 | Do It Better                         | Sonder                                             |
| 2022 | Call It Love                         | Sonder                                             |
| 2023 | Atme ein (Atme Rauch aus)            | Martin Glaser                                      |
| 2023 | Ich hab den schönsten Arsch der Welt | Katja Krasavice, Jakub Rzucidlo, Nina Westphal     |
| 2024 | Monster                              | Anna van der Velde                                 |
| 2024 | Without You                          | Viktor Schanz                                      |
| 2024 | Ready for Your Love                  | Julian Kleinert, Amelie Segmund                    |
| 2025 | It’s Not Right But It’s Okay         | Kevin Bray, Jenny Forsgren, Björn Renner           |

## Autorenbeteiligungen und Produktionen
Die meisten Lieder von Jaehn produziert und schreibt Jaehn selbst. Die folgende Liste beinhaltet Lieder die von Jaehn geschrieben oder produziert, aber nicht selbst interpretiert wurden.
| Jahr | Titel Autor (A), Produzent (P) Album | Anmerkungen                                                          |
| ---- | ------------------------------------ | -------------------------------------------------------------------- |
| 2016 | Karma A Karma                        | Erstveröffentlichung: 17. Juni 2016 Interpretation: Julian Perretta  |
| 2017 | Cloud 9 (Felix Jaehn Remix) A, P I   | Erstveröffentlichung: 15. Dezember 2017 Interpretation: Aden × Olson |

## Promoveröffentlichungen
| Jahr | Titel Album | Anmerkungen                                        |
| ---- | ----------- | -------------------------------------------------- |
| 2013 | Drope –     | Erstveröffentlichung: 18. Oktober 2013 feat. Honka |

## Sonderveröffentlichungen

### Alben
| Jahr | Titel Musiklabel      | Anmerkungen                         |
| ---- | --------------------- | ----------------------------------- |
| 2020 | Pride 2020 (DJ Mix) – | Erstveröffentlichung: 22. Juni 2020 |

### Lieder
| Jahr | Titel Album                                               | Anmerkungen |
| ---- | --------------------------------------------------------- | --- |
| 2015 | Cheerleader (Felix Jaehn Remix) Me 4 U                    | Erstveröffentlichung: 16. Oktober 2015 Omi / Felix Jaehn                                                                                        |
| 2021 | One More Time IIII                                        | Erstveröffentlichung: 26. Februar 2021 Robin Schulz & Felix Jaehn feat. Alida                                                                   |
| 2021 | Easy X Easy X EP                                          | Erstveröffentlichung: 3. Dezember 2021 Cro feat. Felix Jaehn                                                                                    |
| 2023 | Ich hab den schönsten Arsch der Welt Ein Herz für Bitches | Erstveröffentlichung: 1. September 2023 Katja Krasavice feat. Felix Jaehn; Original: Alex C. feat. Y-ass – Du hast den schönsten Arsch der Welt |

| Jahr | Titel Interpretation                                                   | Anmerkungen                              |
| ---- | ---------------------------------------------------------------------- | ---------------------------------------- |
| 2013 | Another Day in Paradise (Felix Jaehn & Alex Schulz Remix) Phil Collins | Erstveröffentlichung: 9. September 2013  |
| 2013 | Strings of Pearls (Felix Jaehn Remix) Bunched                          | Erstveröffentlichung: 8. November 2013   |
| 2013 | Berlin (LCAW & Felix Jaehn Remix) Ry X                                 | Erstveröffentlichung: 19. Dezember 2013  |
| 2014 | VIP (Felix Jaehn Remix) Gunes Ergun                                    | Erstveröffentlichung: 31. Januar 2014    |
| 2014 | Cheerleader (Felix Jaehn Remix) Omi                                    | Erstveröffentlichung: 19. Mai 2014       |
| 2014 | Herbstnebel (Felix Jaehn Remix) Niklas Thal                            | Erstveröffentlichung: 7. August 2014     |
| 2014 | One Last Time (Felix Jaehn feat. Chris Meid Remix) Jaymes Young        | Erstveröffentlichung: 25. September 2014 |
| 2014 | Northwind (Felix Jaehn Remix) Artenvielfalt & Wolfgang Lohr            | Erstveröffentlichung: 6. Oktober 2014    |
| 2014 | The Nights (Felix Jaehn Remix) Avicii                                  | Erstveröffentlichung: 1. Dezember 2014   |
| 2015 | Fantasy (Felix Jaehn Remix) Alina Baraz & Galimatias                   | Erstveröffentlichung: 6. April 2015      |
| 2015 | Photograph (Felix Jaehn Remix) Ed Sheeran                              | Erstveröffentlichung: 17. Juni 2015      |
| 2015 | Déjà vu (Felix Jaehn Club Remix) Giorgio Moroder feat. Sia             | Erstveröffentlichung: 19. Juni 2015      |
| 2017 | Cloud 9 (Felix Jaehn Remix) Aden × Olson                               | Erstveröffentlichung: 15. Dezember 2017  |
| 2018 | Lebe mit mir los (Felix Jaehn Remix) Herbert Grönemeyer                | Erstveröffentlichung: 9. November 2018   |
| 2019 | Ausländer (RMX by Felix Jaehn) Rammstein                               | Erstveröffentlichung: 31. Mai 2019       |
| 2020 | Some Say (Felix Jaehn Remix) Nea                                       | Erstveröffentlichung: 10. Januar 2020    |
| 2021 | Girls Like Us Zoe Wees                                                 | Erstveröffentlichung: 9. April 2021      |
| 2021 | By Your Side (Felix Jaehn Remix) Calvin Harris feat. Tom Grennan       | Erstveröffentlichung: 16. Juli 2021      |
| 2022 | I Wish Joel Corry feat. Mabel                                          | Erstveröffentlichung: 21. Januar 2022    |
| 2022 | Original Sin Sofi Tukker                                               | Erstveröffentlichung: 18. März 2022      |
| 2022 | Bad Memories Meduza & James Carter feat. Elley Duhé & Fast Boy         | Erstveröffentlichung: 14. Oktober 2022   |
| 2022 | Don’t Leave Me Lonely Clean Bandit feat. Elley Duhé                    | Erstveröffentlichung: 16. Dezember 2022  |
| 2023 | Lavender Haze Taylor Swift                                             | Erstveröffentlichung: 10. Februar 2023   |
| 2023 | Lose You Sam Smith                                                     | Erstveröffentlichung: 5. Mai 2023        |
| 2023 | On My Love Zara Larsson feat. David Guetta                             | Erstveröffentlichung: 14. September 2023 |
| 2024 | Yes, And? Ariana Grande                                                | Erstveröffentlichung: 12. Januar 2024    |
| 2024 | Drums James Hype feat. Kim Petras                                      | Erstveröffentlichung: 2. Februar 2024    |
| 2024 | The Code Nemo                                                          | Erstveröffentlichung: 26. April 2024     |
| 2024 | Lovers in a Past Life Calvin Harris feat. Rag ’n’ Bone Man             | Erstveröffentlichung: 12. April 2024     |
| 2024 | Fria Anitta                                                            | Erstveröffentlichung: 19. Juli 2024      |
| 2024 | Slay 4 Me Baby Weight feat. Jesse Fields                               | Erstveröffentlichung: 16. August 2024    |
| 2024 | The Spark Kabin Crew feat. Lisdoonvarna Crew                           | Erstveröffentlichung: 25. Oktober 2024   |
| 2025 | Boys Frankie Grande                                                    | Erstveröffentlichung: 13. Juni 2025      |

## Statistik

### Chartauswertung
|                     | DE    | AT    | CH    | UK    | US    | Dance       |
| ------------------- | ----- | ----- | ----- | ----- | ----- | ----------- |
| Nummer-eins-Alben   | DE—DE | AT—AT | CH—CH | UK—UK | US—US | Dance—Dance |
| Top-10-Alben        | DE1DE | AT—AT | CH—CH | UK—UK | US—US | Dance—Dance |
| Alben in den Charts | DE2DE | AT1AT | CH1CH | UK—UK | US—US | Dance—Dance |

|                       | DE     | AT     | CH     | UK    | US    | Dance       |
| --------------------- | ------ | ------ | ------ | ----- | ----- | ----------- |
| Nummer-eins-Singles   | DE3DE  | AT2AT  | CH1CH  | UK1UK | US1US | Dance—Dance |
| Top-10-Singles        | DE6DE  | AT4AT  | CH2CH  | UK2UK | US1US | Dance2Dance |
| Singles in den Charts | DE27DE | AT18AT | CH11CH | UK2UK | US1US | Dance8Dance |

### Auszeichnungen für Musikverkäufe
| Land/RegionAuszeichnungen für Musikverkäufe (Land/Region, Auszeichnungen, Verkäufe, Quellen) | Silber     | Gold       | Platin         | Diamant     | Verkäufe  | Quellen              |
| -------------------------------------------------------------------------------------------- | ---------- | ---------- | -------------- | ----------- | --------- | -------------------- |
| Australien (ARIA)                                                                            | —          | Gold1      | 11× Platin11   | —           | 805.000   | aria.com.au          |
| Belgien (BRMA)                                                                               | —          | Gold1      | 3× Platin3     | —           | 110.000   | ultratop.be          |
| Brasilien (PMB)                                                                              | —          | 4× Gold4   | 3× Platin3     | Diamant1    | 400.000   | pro-musicabr.org.br  |
| Dänemark (IFPI)                                                                              | —          | 2× Gold2   | 6× Platin6     | —           | 450.000   | ifpi.dk              |
| Deutschland (BVMI)                                                                           | —          | 13× Gold13 | 8× Platin8     | Diamant1    | 6.400.000 | musikindustrie.de    |
| Finnland (IFPI)                                                                              | —          | Gold1      | —              | —           | 20.000    | universalmusic.at    |
| Frankreich (SNEP)                                                                            | —          | 3× Gold3   | —              | Diamant1    | 475.000   | snepmusique.com      |
| Italien (FIMI)                                                                               | —          | Gold1      | 10× Platin10   | —           | 525.000   | fimi.it              |
| Kanada (MC)                                                                                  | —          | 3× Gold3   | 3× Platin3     | Diamant1    | 1.160.000 | musiccanada.com      |
| Mexiko (AMPROFON)                                                                            | —          | 2× Gold2   | 2× Platin2     | Diamant1    | 480.000   | amprofon.com.mx      |
| Neuseeland (RMNZ)                                                                            | —          | —          | 10× Platin10   | —           | 300.000   | radioscope.co.nz     |
| Niederlande (NVPI)                                                                           | —          | —          | 5× Platin5     | —           | 150.000   | nvpi.nl              |
| Österreich (IFPI)                                                                            | —          | 9× Gold9   | 9× Platin9     | —           | 397.500   | ifpi.at              |
| Polen (ZPAV)                                                                                 | —          | 7× Gold7   | 9× Platin9     | —           | 502.500   | olis.pl              |
| Schweden (IFPI)                                                                              | —          | —          | 12× Platin12   | —           | 480.000   | sverigetopplistan.se |
| Schweiz (IFPI)                                                                               | —          | —          | Platin1        | —           | 30.000    | Einzelnachweise      |
| Spanien (Promusicae)                                                                         | —          | —          | 6× Platin6     | —           | 240.000   | elportaldemusica.es  |
| Südafrika (RISA)                                                                             | —          | Gold1      | —              | —           | 20.000    | Einzelnachweise      |
| Vereinigte Staaten (RIAA)                                                                    | —          | Gold1      | 4× Platin4     | —           | 4.500.000 | riaa.com             |
| Vereinigtes Königreich (BPI)                                                                 | 2× Silber2 | —          | 6× Platin6     | —           | 3.860.000 | bpi.co.uk            |
| Insgesamt                                                                                    | 2× Silber2 | 49× Gold49 | 108× Platin108 | 5× Diamant5 |           |                      |